# Фанум текс
Фанум текс (/fæn.əm.tæks/; ен. Fanum tax) је интернет сленг израз који описује крађу хране од или између пријатеља. Првобитно је скован од стране америчког стримера Фанума. Термин је постао интернет мим, а посебно га користи и популарише Генерација Алфа.

Прва употреба Фанум текса односила се искључиво на стримера Фанум, који је у шали „опорезивао“ грицкалице узимајући залогаје хране од колега креатора садржаја током стримова на платформи за емитовање Твич. У интервјуу за Wired, Фанум је дефинисао термин:
Рецимо да ваш пријатељ једе, има леп оброк, а ви само желите део тог оброка. Типо, знаш шта говорим? Треба ти парче. То је ваш пријатељ и пријатељски је делити, зар не? Узми свој мали део оброка. То је Фанум текс. Само се послужи и као, дај ми да добијем мало, од 5%, 10% оброка, можда 20%.